# Xenoschesis solitaria
Xenoschesis solitaria là một loài tò vò trong họ Ichneumonidae.